# Апология (телепередача)
«Аполо́гия» (ранее — «Ночная смена») — авторская телепрограмма в режиме интерактивной связи, выходившая на ОРТ/«Первом канале» с 1 ноября 2001 по 26 июня 2003 года. В переводе с древнегреческого термин «апология» означает «неумеренное восхваление». Но «у Диброва в „Апологии“, помимо комплиментов героям, есть и фирменные нестандартные вопросы, и неплохое знание предмета разговора, и, наконец, по-настоящему интересные гости, откровенно отвечающие на вопросы ведущего».

## История программы

### Первоначальная версия[7]
После смены руководства в телекомпании НТВ Дмитрий Дибров получил предложение Константина Эрнста перейти на ОРТ и возглавить там дирекцию ночного вещания, созданную специально для сотрудников закрытой программы «Антропология». Первый выпуск проекта под названием «Ночная смена» вышел в эфир 1 ноября 2001 года. Героями выпусков «Ночной смены» были Роман Виктюк, Сергей Соловьёв, Никита Михалков, Владимир Сорокин, Псой Короленко (Павел Лион), Андрей Кончаловский, Алина Кабаева, Рената Литвинова, Геннадий Хазанов, Александр Васильев и группа «Сплин», Анастасия Волочкова, Лев Дуров и другие знаменитости. Зрители видели не только саму программу, но и всю её изнанку, всё то, что происходит за кадром. Вместе с Дмитрием Дибровым эту программу также вела Екатерина Герасичева. Изготовление главной заставки и все внутреннее оформление программы «Ночная смена» Дмирий Дибров поручил молодой, но уже известной творческой студии «Другие» под руководством Екатерины Санниковой. С этой студией Дибров познакомился в компании REAL Records, когда готовился к выпуску и оформлялся его альбом «Ром и пепси-кола».
Программа «Ночная смена» снималась в виртуальной студии, специально выделенной на «Мосфильме». Это был своеобразный ночной канал в режиме интерактивной связи, который совмещал в себе разговоры Диброва со знаменитостями и несколько мини-рубрик на любой вкус с разными ведущими. Среди них — «Видеоарт», который представляла редактор «Ночной смены» Светлана Мартынчик, а также «Макарена» Андрея Макаревича. Передача выходила четыре раза в неделю по будням с понедельника по четверг в 0:30, после «Ночного Времени» и программы, шедшей сразу после неё (например, в понедельник — после программы «На футболе с Виктором Гусевым», во вторник — после «Формулы власти», в среду — по окончании программы «Русский экстрим», а в четверг — вслед за ток-шоу «Сати»). Обычно эфир длился 2 часа и заканчивался в 2:30, после чего канал ОРТ уходил на тогда ещё существовавший ночной перерыв в вещании до 5:55.
Дибров рассказывал, что в «Ночной смене» он вместе со своей командой хотел показать, что на свете существует много интересных вещей, чем это кажется на первый взгляд. Редакторы выбирали лучшие передачи, видеоклипы, рекламные ролики (в том числе и лауреатов фестиваля «Каннские львы») и сюжеты со всего мира. Но передача не оказалась особо популярной среди зрителей. Рейтинги программы уступали похожим ток-шоу на других каналах — «Без протокола» с Борисом Берманом и Ильдаром Жандарёвым (ТВ-6), а также «Ночному полёту» с Андреем Максимовым (ТВЦ). Руководство ОРТ в течение всего периода существования передачи также неоднократно высказывало автору свои претензии и недовольство её существующим форматом. Позднее рейтинги программы изменились, и стали опережать не только программу «Гордон» на НТВ, но и другие каналы, где параллельно с «Ночной сменой» шли фильмы.
Последний выпуск в этом формате вышел в эфир 30 мая 2002 года.

### Поздняя версия
В сентябре 2002 года появилась информация о том, что в ближайшее время ночной проект Дмитрия Диброва подвергнется существенным изменениям. Новая версия программы Дмитрия Диброва получила название «Апология»: она выходила в прямом эфире в режиме интерактивной связи. Вопросы гостю задавались по телефону и через интернет-сайт программы. Программа снималась в торгово-развлекательном центре «Атриум», неподалёку от Курского вокзала. В отзывах о проекте отмечали режиссёра программы.
«Апология» выходила в эфир четыре раза в неделю с понедельника по четверг в 0:50. Теперь, в соответствии с выбранным названием передачи, ведущий в течение часа эфирного времени восхваляет гостей, приходящих к нему на программу. Это могли быть Людмила Гурченко, отмечавшая свой день рождения, российские врачи — без оперативного повода, Анастасия Вертинская, после долгого перерыва вернувшаяся в театр, а также сам Дмитрий Дибров — по случаю дня рождения. Во время съёмок в «Атриум» приходили родственники и знакомые ведущего и гостей программы. Первый эфир «Апологии» состоялся 11 ноября 2002 года. Первые выпуски обновлённой передачи Диброва были положительно встречены как зрителями, так и телевизионными критиками.
С 29 декабря 2002 по 20 апреля 2003 года в «Атриуме» и на «Первом канале» также выходили специальные тематические выпуски программы с большим количеством гостей под названием «Дибров-party». Поводом для встречи могли быть вручение наград за достижения в области рунета, премия «Оскар» и др.
С 26 по 29 мая 2003 года, в честь 300-летия Санкт-Петербурга, программа снималась в этом городе, на плавающем ресторане «Акварель». Каждый выпуск передачи был посвящён определённой теме. Заключительный выпуск программы в Питере состоял из сольных выступлений гостей.
В июне 2003 года передача окончательно прекратила своё существование по причине того, что в последнее время утратила свои позиции, превратившись в рекламную поддержку артистов и прочих гостей. Руководство «Первого канала» в очередной раз было недовольно форматом передачи и предложило ведущему пересмотреть её концепцию. Спустя некоторое время Дибров окончательно покинул канал и перешёл на канал «Россия».